# Monegaskische frank
De Monegaskische frank (Frans: franc monégasque), was een wettig betaalmiddel in Monaco, Frankrijk en Andorra tot de omschakeling naar de euro.
De Monegaskische frank werd in 1837 ingevoerd, naar het voorbeeld van de Franse frank. Door de gelijkschakeling van de Monegaskische aan de Franse frank werd de Monegaskische frank ook officieel betaalmiddel in Frankrijk (en Andorra), aan een wisselkoers 1:1.
In 1999 werd de frank aan de euro gekoppeld, volgens de wisselkoers € 1 = 6,55957 MCF. Sinds 1 januari 1999 is de Monegaskische frank een verschijningsvorm van de euro. Girale betalingen konden dan uitgedrukt worden in euro of in frank. De bankbiljetten en munten in Monegaskische frank werden vanaf 1 januari 2002 vervangen door euromunten en -biljetten, om op 1 maart 2002 definitief te verdwijnen als betalingsmunt.
Er waren munten van 10 centiem, 20 centiem, 50 centiem, 1 frank, 5 frank, 10 frank en 20 frank.

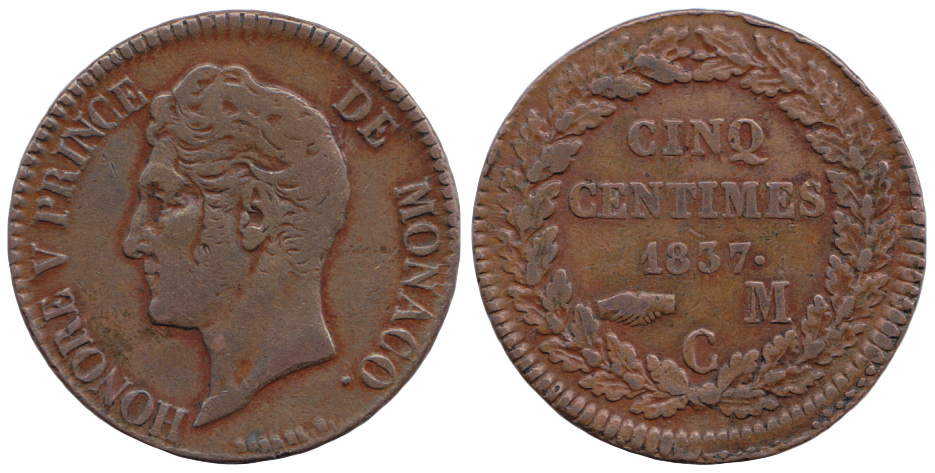
5 centiem 1837, Honorius V.